# Kongeriget Nri
Kongeriget Nri (948—1911) var et kongerige i form af et valgkongedømme i det, der i dag er Nigeria.
Kongeriget var samlingspunktet for en bemærkelsesværdig vestafrikansk statsdannelse blandt Nri-Igbo folket, en undergruppe af Igbo folket, hvor kongerigets leder ikke udøvede militær magt over sine undersåtter.
6°09′10.0″N 7°01′50.0″Ø / 6.152778°N 7.030556°Ø